# Équipe de France de rugby à XV en 1910
L'équipe de France de rugby à XV, en 1910, dispute quatre matches. Il s'agit de sa premières participation au Tournoi des Cinq Nations dont elle terminera en dernière position.

## Déroulé

### Pays de Galles (14-49)
L'équipe de France est admise pour la première fois à disputer le Tournoi en 1910. Les Français n'étaient que quatorze la veille du match lors du rassemblement des joueurs à la gare Saint-Lazare, le dirigeant Charles Brennus a alors l'idée de récupérer d'urgence un joueur parisien, Joe Anduran, pour compléter l'équipe et permettre ainsi à l'équipe de France de jouer son premier match du Tournoi au complet. Émile Lesieur marque le 1er essai français dans le tournoi.
Le XV de France fait son apprentissage du rugby international et termine dernier du Tournoi.

## Tableau des matchs
| Date             | Lieu                     | Adversaire     | Score | Type                     | Équipe et marqueurs |
| ---------------- | ------------------------ | -------------- | ----- | ------------------------ | --- |
| 1er janvier 1910 | St Helens (Swansea)      | Pays de Galles | 14-49 | Tournoi des Cinq Nations | René Menrath - Gaston Lane , Marcel Burgun, Henri Houblain, Maurice Bruneau - (o) Claude Martin - (m) Alfred Mayssonnié - René Boudreaux, Joe Anduran, M. Thévenot - Augustin Hourdebaight, Paul Mauriat - Alphonse Massé, Rémi Lafitte, Pierre Guillemin 2 essais (Mauriat, Lafitte), 1 transformation (Menrath), 2 pénalités (Menrath X2) |
| 22 janvier 1910  | Inverleith (Édimbourg)   | Écosse         | 0-27  | Tournoi des Cinq Nations | Julien Combe - Émile Lesieur, Jacques Dedet, Marcel Burgun, Charles Vareilles - (o) Claude Martin - (m) André Theuriet - Pierre Guillemin, Paul Mauriat, René Boudreaux - Augustin Hourdebaight, Jules Cadenat - Alphonse Massé, Rémi Lafitte, Marcel Communeau                                                                             |
| 3 mars 1910      | Parc des Princes (Paris) | Angleterre     | 3-11  | Tournoi des Cinq Nations | Julien Combe - Émile Lesieur, Gaston Lane, Charles Vareilles, Maurice Bruneau - (o) Louis Dedet - (m) Guillaume Laterrade - René de Malmann, Paul Mauriat, Jules Cadenat, Augustin Hourdebaight, M. Thévenot, Marcel Communeau , Pierre Guillemin, Alphonse Massé 1 essai (Marcel Communeau)                                                |
| 28 mars 1910     | Parc des Princes (Paris) | Irlande        | 3-8   | Tournoi des Cinq Nations | Julien Combe - De Muizon, Jacques Dedet, Marcel Burgun, Émile Lesieur - (o) Guillaume Laterrade - (m) Fernand Roujas - René de Malmann, Paul Mauriat, M. Thévenot - Marcel Legrain, Augustin Hourdebaight - Pierre Guillemin, Alphonse Massé, Marcel Communeau 1 essai (Pierre Guillemin)                                                   |

## Statistiques individuelles

### Bilan par joueur
| Joueurs                   | Club 1909-1910     | Pos.                            | Sél. (cap.) | Pts. | Ess. | Tr. | Pén. | Dp. |
| ------------------------- | ------------------ | ------------------------------- | ----------- | ---- | ---- | --- | ---- | --- |
| Marcel Communeau          | Stade français     | Troisième ligne                 | 3 (3)       | 3    | 1    | -   | -    | -   |
| René Menrath              | SCUF               | Arrière                         | 1           | 8    | -    | 1   | 2    | -   |
| Gaston Lane               | RC France          | Centre, ailier                  | 2 (1)       | -    | -    | -   | -    | -   |
| Marcel Burgun             | RC France          | Centre                          | 3           | -    | -    | -   | -    | -   |
| Henri Houblain            | SCUF               | Centre                          | 1           | -    | -    | -   | -    | -   |
| Maurice Bruneau           | Stade bordelais UC | Ailier                          | 2           | -    | -    | -   | -    | -   |
| Claude Martin             | FC Lyon            | Demi d'ouverture                | 2           | -    | -    | -   | -    | -   |
| Alfred Mayssonnié         | Stade toulousain   | Demi de mêlée                   | 1           | -    | -    | -   | -    | -   |
| René Boudreaux            | SCUF               | Première ligne                  | 2           | -    | -    | -   | -    | -   |
| Joe Anduran               | SCUF               | Talonneur                       | 1           | -    | -    | -   | -    | -   |
| M. Thévenot               | SCUF               | Première ligne                  | 3           | -    | -    | -   | -    | -   |
| Augustin Hourdebaight     | Stade bordelais UC | Deuxième ligne                  | 4           | -    | -    | -   | -    | -   |
| Paul Mauriat              | FC Lyon            | Première ligne                  | 4           | -    | -    | -   | -    | -   |
| Alphonse Massé            | Stade bordelais UC | Troisième ligne aile            | 4           | -    | -    | -   | -    | -   |
| Rémi Lafitte              | SCUF               | Troisième ligne                 | 2           | 6    | 2    | -   | -    | -   |
| Pierre Guillemin          | RC France          | Première ligne, troisième ligne | 4           | 3    | 1    | -   | -    | -   |
| Jacques Dedet             | Stade français     | Demi d'ouverture, centre        | 3           | -    | -    | -   | -    | -   |
| Charles Beaurin           | Stade français     | Avant                           | 0           | -    | -    | -   | -    | -   |
| Marcel Legrain            | Stade français     | Deuxième ligne                  | 1           | -    | -    | -   | -    | -   |
| André Theuriet            | SCUF               | Demi de mêlée                   | 1           | -    | -    | -   | -    | -   |
| Julien Combe              | Stade français     | Arrière                         | 3           | -    | -    | -   | -    | -   |
| Émile Lesieur             | Stade français     | Ailier                          | 3           | -    | -    | -   | -    | -   |
| Jules Cadenat             | SCUF               | Deuxième ligne                  | 2           | -    | -    | -   | -    | -   |
| Charles Vareilles         | Stade français     | Centre, ailier                  | 2           | -    | -    | -   | -    | -   |
| Guillaume Laterrade       | Stadoceste tarbais | Demi de mêlée                   | 2           | -    | -    | -   | -    | -   |
| René Duval                | Stade français     | ?                               | 0           | -    | -    | -   | -    | -   |
| René de Malmann           | RC France          | Première ligne                  | 2           | -    | -    | -   | -    | -   |
| Joseph Jourdain de Muizon | Stade français     | Ailier                          | 1           | -    | -    | -   | -    | -   |
| Fernand Roujas            |                    | Demi d'ouverture                | 1           | -    | -    | -   | -    | -   |
| Roger Béchade             | CA Périgueux       | Arrière                         | 0           | -    | -    | -   | -    | -   |
| Mounic                    | Stade français     | Première ligne                  | 0           | -    | -    | -   | -    | -   |
| Thill                     | ?                  | ?                               | 0           | -    | -    | -   | -    | -   |

### Temps de jeu des joueurs
| Joueurs                   |    |    |    | Drapeau : Irlande | Total |
| ------------------------- | -- | -- | -- | ----------------- | ----- |
| Marcel Communeau          | -  | 80 | 80 | 80                | 240   |
| René Menrath              | 80 | -  | -  | -                 | 80    |
| Gaston Lane               | 80 | -  | 80 | -                 | 160   |
| Marcel Burgun             | 80 | 80 | -  | 80                | 240   |
| Henri Houblain            | 80 | -  | -  | -                 | -     |
| Maurice Bruneau           | 80 | -  | 80 | -                 | 160   |
| Claude Martin             | 80 | 80 | -  | -                 | 160   |
| Alfred Mayssonnié         | 80 | -  | -  | -                 | 80    |
| René Boudreaux            | 80 | 80 | R  | -                 | 160   |
| Joe Anduran               | 80 | -  | -  | -                 | 80    |
| M. Thévenot               | 80 | 80 | -  | 80                | 240   |
| Augustin Hourdebaight     | 80 | 80 | 80 | 80                | 320   |
| Paul Mauriat              | 80 | 80 | 80 | 80                | 320   |
| Alphonse Massé            | 80 | 80 | 80 | 80                | 320   |
| Rémi Lafitte              | 80 | 80 | -  | R                 | 160   |
| Pierre Guillemin          | 80 | 80 | 80 | 80                | 320   |
| Jacques Dedet             | R  | 80 | 80 | 80                | 240   |
| Charles Beaurin           | R  | -  | -  | -                 | 0     |
| Marcel Legrain            | R  | -  | R  | 80                | 80    |
| André Theurié             | R  | 80 | -  | R                 | 80    |
| Julien Combe              | -  | 80 | 80 | 80                | 240   |
| Émile Lesieur             | -  | 80 | 80 | 80                | 240   |
| Jules Cadenat             | -  | 80 | 80 | -                 | 160   |
| Charles Vareilles         | -  | 80 | 80 | R                 | 160   |
| Guillaume Laterrade       | -  | -  | 80 | 80                | 160   |
| René Duval                | -  | R  | -  | -                 | 0     |
| René de Malmann           | -  | -  | 80 | 80                | 160   |
| Joseph Jourdain de Muizon | -  | -  | -  | 80                | 80    |
| Fernand Roujas            | -  | -  | -  | 80                | 80    |
| Roger Béchade             | -  | -  | -  | R                 | 0     |
| Mounic                    | -  | -  | -  | R                 | 0     |
| Thill                     | -  | -  | R  | -                 | 0     |

### Meilleurs réalisateurs
| Rang | Joueur           | Poste                                          | Points | Essais | Transf. | Pén. | Drops |
| ---- | ---------------- | ---------------------------------------------- | ------ | ------ | ------- | ---- | ----- |
| 1    | René Menrath     | Arrière                                        | 8      | 0      | 1       | 2    | 0     |
| 2    | Rémi Lafitte     | Talonneur                                      | 6      | 2      | 0       | 0    | 0     |
| 3    | Marcel Communeau | Pilier, deuxième ligne                         | 3      | 1      | 0       | 0    | 0     |
| -    | Pierre Guillemin | Pilier, deuxième ligne, troisième ligne centre | 3      | 1      | 0       | 0    | 0     |

### Meilleurs marqueurs
| Rang | Joueur           | Poste                                          | Essais |
| ---- | ---------------- | ---------------------------------------------- | ------ |
| 1    | Rémi Lafitte     | Talonneur                                      | 2      |
| 2    | Marcel Communeau | Pilier, deuxième ligne                         | 1      |
| -    | Pierre Guillemin | Pilier, deuxième ligne, troisième ligne centre | 1      |

## Affluences
| Jour de match           | Compétition              | Lieu                     | Domicile       | Extérieur  | Spectateurs | Recette  | Référence |
| ----------------------- | ------------------------ | ------------------------ | -------------- | ---------- | ----------- | -------- | --------- |
| Samedi 1er janvier 1910 | Tournoi des Cinq Nations | St Helens (Swansea)      | Pays de Galles | France     | ?           | 10 000 F | [ 2 ]     |
| Samedi 22 janvier 1910  | Tournoi des Cinq Nations | Inverleith (Édimbourg)   | Écosse         | France     | 5 000       | ?        | [ 3 ]     |
| Jeudi 3 mars 1910       | Tournoi des Cinq Nations | Parc des Princes (Paris) | France         | Angleterre | 8 000       | ?        | [ 4 ]     |
| Lundi 28 mars 1910      | Tournoi des Cinq Nations | Parc des Princes (Paris) | France         | Irlande    | 10 000      | 9 301 F  | [ 5 ]     |